# Paneslavisme

Bandera paneslava proposada per la Convenció Paneslava de Praga de 1848.

Països controlats per majories eslaves a Europa.
Eslaus occidentals
Eslaus orientals
Eslaus meridionals

El paneslavisme és un moviment polític i cultural, nascut d'un moviment nacionalista, l'objectiu del qual va ser la unió cultural, religiosa i política dels diversos països eslaus d'Europa en una sola entitat política.
Aquest moviment va nàixer a principis del segle xix, provocant el sorgiment d'altres moviments similars com el panescandinavisme. Va assolir el seu màxim apogeu amb la disgregació de l'Imperi Otomà, que va suposar l'alliberament de diversos pobles eslaus meridionals.
El paneslavisme rus fomentava moviments nacionalistes dels pobles eslaus sotmesos a altres potències, que no podien ser tolerats per Àustria, que es veia amenaçada en la unitat interna del seu imperi, cosa que finalment va succeir a la I Guerra Mundial.
El paneslavisme usa com a símbols els colors presents a la majoria de banderes d'aquests pobles: el vermell, el blau i el blanc.

## Origen
El paneslavisme es va estendre a partir d'orígens semblants als del pangermanisme: tots dos nasqueren del sentiment d'identitat i voluntat d'unió de grups ètnics en un moment en el qual França es trobava en el seu auge i dominava Europa en les Guerres Napoleòniques. Com d'altres moviments de regeneració cultural i nacionalista del Romanticisme, va rebre molta empenta d'intel·lectuals i acadèmics en els camps de la història, la filologia i els estudiosos del folklore, units pel seu interès en el seu passat i els seus avantpassats. El paneslavisme és coetani de la independència dels eslaus meridionals.
El primer paneslavista va ser el missioner catòlic Juraj Križanić, un croat del segle xvii. Algunes de les primeres manifestacions de sentiment patriòtic envers els pobles eslaus en el context de la monarquia dels Habsburg s'atribueixen a Adam Franz Kollár i a Pavel Jozef Šafárik. Un moviment consistent no es va arribar a formar fins a les acaballes de les Guerres Napoleòniques el 1815. Al final del conflicte, els líders europeus intentaren una reforma per tornar a l'statu quo prenapoleònic. Durant el Congrés de Viena, Metternich, representant de Viena, es va oposar ideològicament i per via legal als diversos nacionalismes interns del seu imperi que veia com una amenaça a la pervivència del seu Estat. Tot i que hi havia d'altres nacionalitats (italians, romanesos, hongaresos, entre altres), la major part dels seus súbdits eren eslaus.

## Congrés de Berlín
Amb la desintegració de l'Imperi Otomà a finals de segle xix, a Berlín i sobretot a Viena, preocupava que les nacionalitats eslaves reprimides es revoltessin contra els Habsburg i la creixent influència russa a l'Orient Mitjà. El Congrés de Berlín va constituir un dur cop per al paneslavisme, no va resoldre en cap cas la qüestió de la zona. Els eslaus als Balcans encara estaven dividits entre el domini de l'Imperi Austrohongarès i el decrèpit Imperi Otomà, majoritàriament sota domini no eslau. Els estats eslaus dels Balcans havien après que agrupar-se com eslaus els beneficiava menys que jugar als desitjos d'una gran potència veïna. Això va danyar la unitat dels eslaus balcànics i va fomentar la competència entre els incipients estats eslaus.